# Inzá
Inzá é um município da Colômbia, localizado no departamento de Cauca.